# Rosalmundo de Grecia
Rosalmundo de Grecia (en francés Rozalmond de Grece) es el protagonista de la Segunda Parte de la serie de libros de caballerías franceses conocido como Le Romant des romans (La Novela de las novelas), que continúa y concluye el ciclo caballeresco iniciado en España con el Amadís de Gaula. El autor de Le Romant des romands fue Gilbert Saulnier Duverdier, quien publicó esa Segunda parte en París en dos tomos en 1627 y 1628, la cual venía a ser el vigesimosexto libro de la serie de Amadís de Gaula. El segundo tomo apareció con el título de Los amores y las armas de los príncipes de Grecia. Rosalmundo también tiene un papel importante en la Tercera parte de Le Romant des romans, cuyo protagonista es su tío abuelo Amadís de Trapisonda. Esa obra fue publicada en París en tres tomos en 1629 y fue el vigesimosétimo y último libro de la serie de los Amadises.
Rosalmundo de Grecia fue hijo de Esferamundi de Grecia, emperador de los Partos, y su esposa la emperatriz Ricarda. Por consiguiente era nieto de Rogel de Grecia, bisnieto de Florisel de Niquea, tataranieto de Amadís de Grecia, retataranieto de Lisuarte de Grecia, quinto nieto de Esplandián (protagonista de Las sergas de Esplandián) y sexto nieto del celebérrimo Amadís de Gaula.

## Las aventuras de Rosalmundo en la Segunda Parte deLe Romant des Romans
La acción de esta obra se inicia cuando Rosalmundo es llevado por el encantador Alcandro al imperio de Gardacia, donde el emperador lo arma caballero. Allí vence al gigante Fulmigadán y se enamora de Armacia, hija del emperador. Después va a la Ínsula Secreta, donde estaba encantado su tío paterno Clarisel de Guindaya, hijo de Florisel de Niquea y la reina Sidonia, lo libera del encantamiento y lo arma caballero. Después Rosalmundo, con el nombre de Caballero de las Rosas, continúa sus aventuras, en compañía de Silverín, y junto con este combate contra Grian (el Caballero del Salvaje) y Griolanís. El combate es interrumpido por los príncipes Prigmaleón de Etiopía, Lucibel de Francia, y dos de sus medios hermanos, hijos de Rogel de Grecia, llamados Rusián de Media y Pérsides de Persia. Después ambos cuartetos se enfrentan por intrigas de una perversa doncella. La lucha se detiene gracias a las artes del sabio Alcandro, quien logra dirigir a los combatientes por diversos caminos. Después vence al gigante Orfurón y sus hermanos y da cima a la aventura de la gruta de los amantes. 
En Constantinopla se celebran las bodas de Prigmaleón de Etiopía con la princesa Polixena de Grecia y se efectúa un lucido torneo, en el cual se enfrentan Rosalmundo y el caballero francés Alcidamente (el Caballero de las Palmas), pero llega la noche sin que ninguno resulte vencedor. Después Rosalmundo parte de Constantinopla y corre varias aventuras. Participa en unas justas en el reino de Florertán y vence a un gigante; la reina de Florertán se enamora de él y se le ofrece, pero él, fiel a Armacia, la rechaza. La reina, enfurecida, planea su muerte, pero él logra vencer a sus hombres y escapar. Después libera a la bella Basiliana del poder de Dramante y ella le declara su amor, pero también es rechazada por él; encuentra al Caballero de las Palmas y se enfrenta de nuevo con él, pero el combate es interrumpido por Casandra, hija de Alquife y Urganda la Desconocida.

## Las aventuras de Rosalmundo en la Tercera Parte deLe Romant des Romans
En la Tercera parte de Le Romant des Romans, Rosalmundo, tras correr diversas aventuras mientras anda en busca del Caballero de las Palmas (Alcidamante), llega al reino de Clariana, donde encuentra a Alcidamente y finalmente se reconcilian. Rosalmundo llega a Martaria y allí desencanta a Amadís de Trapisonda, Floridán y sus esposas. Después, Rosalmundo se casa con su amada Armacia de Gardacia y Alcidamante con Trasiclea de Tramasonda. 
El emperador Falanzar, califa de Siconia, e Idalcán, emperador de Malí, deciden formar una gran alianza para hacer la guerra al Imperio Griego y sus aliados, para lo cual planean marchar sobre Etiopía. Casandra, hija de Alquife y Urganda, llega a Constantinopla para advertir a los príncipes griegos de los planes de sus adversarios. Se inicia la guerra, con múltiples batallas de extrema ferocidad. Mientras tanto, Rosalmundo, junto con Alcidamante, Clarisel de Guindaya, Amadís de Trabisonda, Grian y Griolanís son llevados al Castillo del Tesoro del sabio Alcandro, en México, donde superan grandes pruebas para finalmente dar cima a la formidable aventura que permite el término del encantamiento en que se hallaban Amadís de Gaula, su esposa Oriana, Esplandián, Lisuarte de Grecia, Amadís de Grecia, don Belianís de Grecia, el Caballero del Febo (protagonista del Espejo de Príncipes y Caballeros) y otros muchos reyes y príncipes cristianos, todos los cuales parten hacia Etiopía, para unirse a la lucha contra los paganos. Se acuerda efectuar un combate de cien caballeros por cada bando, que resulta sumamente violento pero en el cual finalmente vencen los cristianos. Gracias a su matrimonio, Rosalmundo es coronado como emperador de Gardacia. Concluidos los festejos del caso, los reyes y príncipes cristianos emprenden el regreso a sus respectivos reinos. En el último párrafo de la obra, Saulnier du Verdier prometió una continuación en la cual se relatarían nuevas aventuras de Rosalmundo y sus parientes, pero que nunca vio la luz.